# Ojibwe

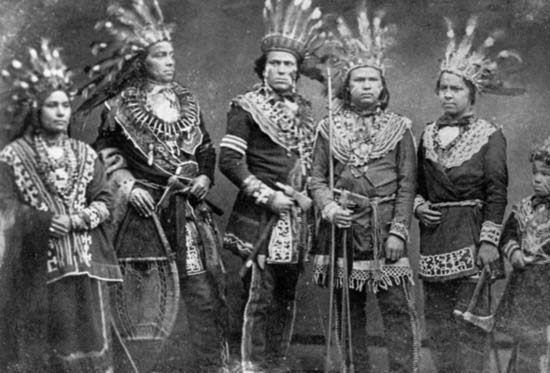
Cinci căpetenii ojibwe din secolul al XIX-lea

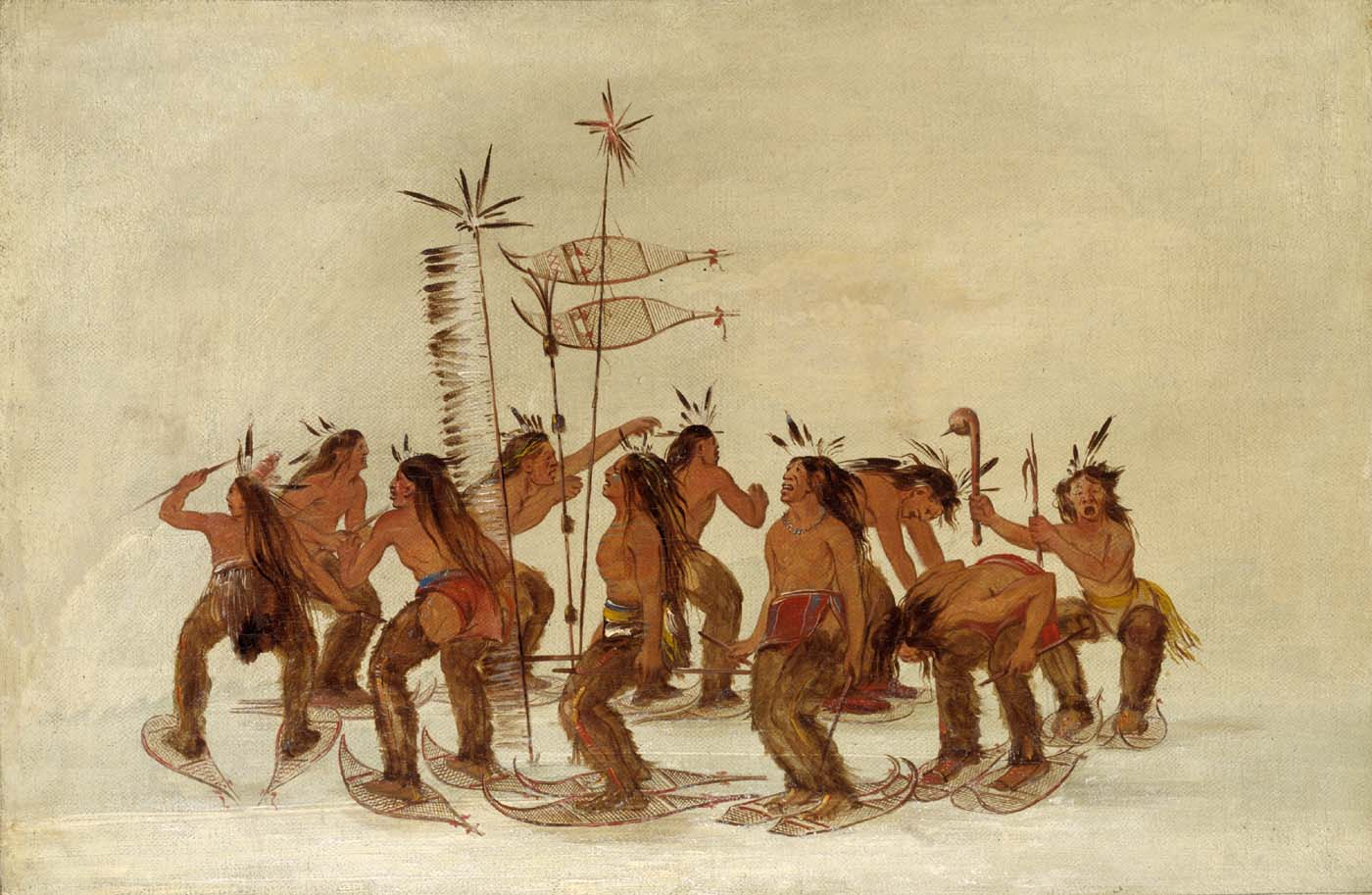
Ojibve dansând. Tablou de George Catlin

Ojibwe, ojibwa, chippewa sau saulteaux sunt un popor anishinaabe în ceea ce este în prezent sudul Canadei și nordul Vestului Mijlociu al Statelor Unite. Potrivit recensământului în Statele Unite ojibwe sunt una dintre cele mai mari populații indigene. În Canada aceștia reprezintă a doua populație ca mărime dintre Primele Națiuni, depășită doar de cree. Aceștia sunt unul dintre cele mai numeroase popoare indigene la nord de Rio Grande. 
Ojibwe vorbesc în mod tradițional anishinaabemowin, o ramură a familiei de limbi algonchiene. Aceștia fac parte din Consiliul celor Trei Focuri și Anishinaabeg, care îi includ pe algonchieni, nipissing, oji-cree, odawa și potawatomi. Din punct de vedere istoric, prin ramura saulteaux, ei făceau parte din Confederația de Fier, împreună cu cree, assiniboine și metiși.
Populația ojibwe numără aproximativ 320.000 de persoane, cu 170.742 care locuiau în Statele Unite în 2010, și aproximativ 160.000 în Canada.  În Statele Unite există 77.940 ojibwe propriu-ziși; 76.760 saulteaux și 8.770 mississauga, organizați în 125 de triburi. În Canada locuiesc din vestul Quebecului până în estul Columbiei Britanice.
Ojibwe sunt cunoscuți pentru canoele lor din scoarță demesteacăn, sulurile din scoarță de mesteacăn, mineritul și comerțul cu cupru, precum și cultivarea de orez sălbatic și sirop de arțar. Societatea Midewiwin a lor este respectată ca păstrătoare a unor suluri detaliate și complexe despre evenimente, istorie orală, cântece, hărți, amintiri, istorii, geometrie și matematică. 
Pământurile ojibwe erau colonizate de puterile europene și Canada. Ojibwe au semnat tratate cu liderii coloniștilor, cedând pământuri pentru colonizare în schimbul compensațiilor, unor rezervații și a garantării drepturilor tradiționale. Mulți coloniști europeni s-au mutat în ținuturile ojibwe.